# Nowe gatunki ptaków opisane po 2009 roku
Strona jest kontynuacją artykułu Nowe gatunki ptaków opisane po 1990 roku. Bazuje na Kompletnej liście ptaków świata, jeśli nie zaznaczono inaczej.

## Rok 2010
- myszołów sokotrzański Buteo socotraensis Porter & Kirwan, 2010 (jastrzębiowate Accipitridae)
- kusaczka oliwkowa Grallaria fenwickorum Barrera & Bartels, 2010 (kusaczki Grallaridae)
- dzierzyk modrooki Laniarius willardi Voelker & Gnoske, 2010 (dzierzbiki Malaconotidae)[1]
- krytonosek skalny Scytalopus petrophilus Whitney, Vasconcelos, Silveira & Pacheco, 2010 (krytonosy Rhinocryptidae)

Literatura
- R.F. Porter & G. M. Kirwan. The taxonomic status of the Socotra Buzzard.. „Bulletin of the British Ornithologists' Club”. 130, 2010.brak numeru strony
- L.F. Barrera, A. Bartels, & Fundación ProAves de Colombia. A new species of Antpitta (family Grallariidae) from the Colibrí del Sol Bird Reserve, Colombia. „Conservacion Colombiana”. 13, 2010.brak numeru strony
- G. Voelker, R. K. Outlaw, S. Reddy, M. Tobler, J. M. Bates, S. J. Hackett, C. Kahindo, B. D. Marks, J. C. Kerbis Peterhans & T. P. Gnoske.. A New Species of Boubou (Malaconotidae: Laniarius) from the Albertine Rift.. „The Auk”. 127, 2010. DOI: 10.1525/auk.2010.09014.
- Whitney, B. M., M. F. Vasconcelos, L. F. Silveira & J. F. Pacheco. Scytalopus petrophilus (Rock Tapaculo): a new species from Minas Gerais. „Brazil. Rev. Bras. Orn.”. 18.brak numeru strony

## Rok 2011
- lordzik wspaniały Heliangelus splendidus Weller, 2011 (kolibrowate Trochilidae)[2]
- rudochruściel rdzawouchy Mentocrex beankaensis Goodman, Raherilalao & Block, 2011 (chruściele Rallidae)[3]
- burzyk siodłaty Puffinus bryani Pyle, Welch & Fleischer, 2011 (burzykowate Procellariidae)
- drozd nadrzeczny Turdus sanchezorum O'Neill, Lane & Naka, 2011 (drozdowate Turdidae)

Literatura:
- Weller, A. A. 2011. Geographic and age-related variation in the Violet-throated Sunangel (Heliangelus viola, Trochilidae): evidence for a new species and subspecies. Orn. Neotrop. 21: 601-614
- Goodman, S. M., M. J. Raherilalao & N. L. Block. 2011. Patterns of morphological and genetic variation in the Mentocrex kioloides complex (Aves: Gruiformes: Rallidae) from Madagascar, with the description of a new species. Zootaxa 2776: 49-60
- Pyle, P., A. J. Welch & R. C. Fleischer. 2011. A new species of shearwater (Puffinus) recorded from Midway Atoll, northwestern Hawaiian Islands. Condor 113(3): 518-527
- O'Neill, J. P., D. F. Lane & L. N. Naka. 2011. A cryptic new species of thrush (Turdidae: Turdus) from Western Amazonia. Condor 113(4): 869-880

## Rok 2012
- brodacz czerwonoboczny Capito fitzpatricki Winger, Harvey, Cáceres & Weckstein, 2012 (tukanowate Ramphastidae)[4]
- trzęsiogon ciemnołbisty Cinclodes espinhacensis Freitas, Chaves, Costa, Santos & Rodrigues, 2012 (garncarzowate Furnariidae)
- kusaczek białobrody Hylopezus whittakeri Carneiro, Gonzaga, Ręgo, Sampaio, Schneider & Aleixo, 2012 (kusaczki Grallariidae)
- sowica białorzytna Ninox rumseyi Allen, Collar, DeMeulemeester, Hutchinson, Jakosalem, Kennedy, Lambert & Paguntalan, 2012 (puszczykowate Strigidae)
- sowica białogardła Ninox leventisi Allen, Collar, DeMeulemeester, Hutchinson, Jakosalem, Kennedy, Lambert & Paguntalan, 2012 (puszczykowate Strigidae)
- pręgostrzyżyk cynamonowy Thryophilus sernai Lara, Cuervo, Valderrama, Calderón-F. & Cadena, 2012 (strzyżyki Troglodytidae)

Literatura:
- Seeholzer, G. F., B. M. Winger, M. G. Harvey, D. Cáceres & Weckstein. 2012. A new species of barbet (Aves: Capitonidae) from the Cerros del Sira, Peru. Auk 129(3): 551-559
- Freitas, G. H. S., A. V. Chaves, L. M. Costa, F. R. Santos & M. Rodrigues. 2012. A new species of Cinclodes from the Espinhaço Range, southeastern Brazil: insights into the biogeographical history of the South American highlands. Ibis 154: 738-755
- Carneiro, L. S., L. P. Gonzaga, P. S. Ręgo, I. Sampaio, H. Schneider & A. Aleixo. 2012. Systematic revision of the Spotted Antpitta (Grallariidae: Hylopezus macularius), with description of a cryptic new species from Brazilian Amazonia. Auk 129(2): 338-351
- Rasmussen, P. C., D. N. S. Allen, N. J. Collar, B. DeMeulemeester, R. O. Hutchinson, P. G. C. Jakosalem, R. S. Kennedy, F. R. Lambert & L. M. Paguntalan. 2012. Vocal divergence and new species in the Philippine Hawk Owl Ninox philippensis complex. Forktail 28: 1-20 (zbiorczo dla Ninox)
- Lara, C. E., A. M. Cuervo, S. V. Valderrama, D. Calderón-F. & C. D. Cadena. 2012. A new species of wren (Troglodytidae: Thryophilus) from the dry Cauca River Canyon, northwestern Colombia. Auk 129(3): 537-550.

## Rok 2013
- strojnogłowik meksykański Arremon kuehnerii  Navarro-Sigüenza, García-Hernández & Peterson, 2013 (trznadlowate Emberizidae)
- drzewiarz parański Campylorhamphus cardosoi Portes, Aleixo, Zimmer, Whittaker, Weckstein, Gonzaga, Ribas, Bates & Lees, 2013 (HBW) (garncarzowate Furnariidae)
- drzewiarz kasztanowaty Campylorhamphus gyldenstolpei Aleixo, Portes, Whittaker, Weckstein, Gonzaga, Zimmer, Ribas & Bates, 2013 (HBW) (garncarzowate Furnariidae)
- modrowronka jasnoszyja Cyanocorax hafferi Cohn-Haft, Junior, Fernandes & Ribas, 2013 (HBW) (krukowate Corvidae)
- tęgoster szary Dendrocolaptes retentus Batista, Aleixo, Vallinoto, Azevedo, do Rêgo, Silveira, Sampaio & Schneider, 2013 (HBW) (Furnariidae garncarzowate)
- gardlinek szarolicy Epinecrophylla dentei Whitney, Isler, Bravo, Aristizábal, Schunck, Silveira & Piacentini, 2013  (HBW) (chronkowate Thamnophilidae)
- smukłodziobek zielonogrzbiety Hemitriccus cohnhafti Zimmer, Whittaker, Sardelli, Guilherme & Aleixo, 2013 (HBW) (tyrankowate Tyrannidae)
- mrówczynek białopióry Herpsilochmus praedictus Cohn-Haft & Bravo, 2013 (HBW) (chronkowate Thamnophilidae)
- mrówczynek plamisty Herpsilochmus stotzi Whitney, Cohn-Haft, Bravo, Schunck & Silveira, 2013 (HBW) (chronkowate Thamnophilidae)
- jaguarek oliwkowy Hypocnemis rondoni Whitney, Isler, Bravo, Aristizábal, Schunck, Silveira, Piacentini, Cohn-Haft & Rêgo, 2013 (HBW) (chronkowate Thamnophilidae)
- drzewiarz brązowy Lepidocolaptes fatimalimae  Rodrigues, Aleixo, Whittaker & Naka, 2013 (HBW) (garncarzowate Furnariidae)
- mrówiaczek bambusowy Myrmotherula oreni Miranda, Aleixo, Whitney, Silveira, Guilherme, Santos & Schneider, 2013 (HBW) (chronkowate Thamnophilidae)
- drzym ciemnopióry Nystalus obamai Whitney, Piacentini, Schunck, Aleixo, de Sousa, Silveira & Rêgo, 2013 (HBW) (drzymy Bucconidae)
- oceannik białoskrzydły Oceanites pincoyae Harrison, Sallaberry, Gaskin, Baird, Jaramillo, Metz, Pearman, O'Keeffe, Dowdall, Enright, Fahy, Gilligan & Lillie, 2013 (oceanniki Oceanitidae)
- krawczyk jasnolicy Orthotomus chaktomuk Mahood, John, Eames, Oliveros, Moyle, Chamnan, Poole, Nielsen & Sheldon, 2013  (chwastówki Cisticolidae)
- syczek kraterowy Otus jolandae Sangster, King, Verbelen & Trainor, 2013 (puszczykowate Strigidae)
- siwuszka popielata Polioptila attenboroughi Whittaker, Aleixo, Whitney, Smith & Klicka, 2013 (HBW) (siwuszki Polioptilidae)
- perłopiórek bursztyowy Robsonius thompsoni Hosner, Boggess, Alviola, Sánchez-González, Oliveros, Urriza & Moyle, 2013 (świerszczaki Locustellidae)
- krytonosek krzykliwy Scytalopus gettyae Hosner, Robbins, Valqui & Peterson, 2013 (krytonosy Rhinocryptidae)
- ziarnojadek araukariowy Sporophila beltoni Repenning & Fontana, 2013 (tanagry Thraupidae)
- puszczyk omański Strix omanensis van den Berg & Constantine, 2013 (puszczykowate Strigidae)
- miękkoster rdzawogardły Thripophaga amacurensis Hilty, Ascanio & Whittaker, 2013 (garncarzowate Furnariidae)
- oliwiak zielonogrzbiety Tolmomyias sucunduri Whitney, Schunck, Rêgo & Silveira, 2013 (HBW) (tyrankowate Tyrannidae)
- płomykówka seramska Tyto almae Poulsen, Haryoko, Reeve & Fabre, 2013 (płomykówkowate Tytonidae)
- oliwiaczek jemiołowy Zimmerius chicomendesi Whitney, Schunck, Rêgo & Silveira, 2013 (HBW) (tyrankowate Tyrannidae)

Literatura:
- Navarro-Sigüenza, A. G. M. A. García-Hernández & A. T. Peterson. 2013. A new species of Brush-Finch (Arremon; Emberizidae) from western Mexico. Wilson J. Orn. 125(3): 443-453
- Harrison, P., M. Sallaberry, C. P. Gaskin, K. A. Baird, A. Jaramillo, S. M. Metz, M. Pearman, M. O’Keeffe, J. Dowdall, S. Enright, K. Fahy, J. Gilligan & G. Lillie. 2013. A new storm petrel species from Chile. Auk 130(1): 180-191
- Mahood, S. P., A. J. I. John, J. C. Eames, C. H. Oliveros, R. G. Moyle, H. Chamnan, C. M. Poole, H. Nielsen & F. H. Sheldon. 2013. A new species of lowland tailorbird (Passeriformes: Cisticolidae: Orthotomus) from the Mekong floodplain of Cambodia. Forktail 29: 1-14
- Sangster, G., B. F. King, P. Verbelen & C. R. Trainor. 2013. A New Owl Species of the Genus Otus (Aves: Strigidae) from Lombok, Indonesia. PLoS ONE 8, e53712
- Hosner, P. A., N. C. Boggess, P. Alviola, L. A. Sánchez-González, C. H. Oliveros, R. Urriza & R. G. Moyle. 2013. Phylogeography of the Robsonius Ground-Warblers (Passeriformes: Locustellidae) Reveals an Undescribed Species from Northeastern Luzon, Philippines. Condor 115(3): 630-639
- Hosner, P. A., M. B. Robbins, T. Valqui & A. T. Peterson. 2013. A New Species of Scytalopus Tapaculo (Aves: Passeriformes: Rhinocryptidae) from the Andes of Central Peru. Wilson J. Orn. 125(2): 233-242
- Repenning, M. & C. S. Fontana. 2013. A new species of gray seedeater (Emberizidae: Sporophila) from upland grasslands of southern Brazil. Auk 130(4): 791-803
- Robb, M. S., A. B. van den Berg & M. Constantine. 2013. A new species of Strix owl from Oman. Dutch Birding 35: 275-310
- Hilty, S., D. Ascanio & A. Whittaker. 2013. A new species of softtail (Furnariidae: Thripophaga) from the delta of the Orinoco River in Venezuela. Condor 115: 143-154
- Jønsson, K. A., M. K. Poulsen, T. Haryoko, A. H. Reeve & P.-H. Fabre. 2013. A new species of masked-owl (Aves: Strigiformes: Tytonidae) from Seram, Indonesia. Zootaxa 3635(1): 51-61
- (gatunki z adnotacją HBW) Handbook of the Birds of the World, Special: New species and global index. J. del Hoyo et al. (Eds.). Lynx Edicions, Barcelona
  - Portes, C. E. B., A. Aleixo, K. J. Zimmer, A. Whittaker, J. D. Weckstein, L. P. Gonzaga, C. C. Ribas, J. M. Bates & A. C. Lees. 2013. A new species of Campylorhamphus (Aves: Dendrocolaptidae) from the Tapajós-Xingu interfluve in Amazonian Brazil, pp. 258-262
  - Aleixo, A., C. E. B. Portes, A. Whittaker, J. D. Weckstein, L. P. Gonzaga, K. J. Zimmer, C. C. Ribas & J. M. Bates. 2013. Molecular systematics and taxonomic revision of the Curve-billed Scythebill complex (Campylorhamphus procurvoides: Dendrocolaptidae), with description of a new species from western Amazonian Brazil, pp. 253-257
  - Cohn-Haft, M., M. A. S. Junior, A. M. Fernandes & C. C. Ribas. 2013. [www.researchgate.net/profile/Alexandre_Fernandes9/publication/260034087_A_new_species_of_Cyanocorax_jay_from_savannas_of_the_central_Amazon/links/0deec52f8fe076ad82000000?ev=pub_ext_doc_dl&origin=publication_detail&inViewer=true A new species of Cyanocorax jay from savannas of central Amazon], pp. 306-310
  - Batista, R., A. Aleixo, M. Vallinoto, L. Azevedo, P. S. do Rêgo, L. F. Silveira, I. Sampaio & H. Schneider. 2013. Molecular systematics and taxonomic revision of the Amazonian Barred Woodcreeper complex (Dendrocolaptes certhia: Dendrocolaptidae), with description of a new species from the Xingu-Tocantins interfluve, pp. 245-247
  - Whitney, B. M., M. L. Isler, G. A. Bravo, N. Aristizábal, F. Schunck, L. F. Silveira & V. d. Q. Piacentini. 2013. A new species of Epinecrophylla antwren from the Aripuanã-Machado interfluvium in central Amazonian Brazil with revision of the "stipple-throated antwren" complex, pp. 263-267
  - Zimmer, K. J., A. Whittaker, C. H. Sardelli, E. Guilherme & A. Aleixo. 2013. A new species of Hemitriccus tody-tyrant from the state of Acre, Brazil, pp. 292-296.
  - Cohn-Haft, M. & G. A. Bravo. 2013. A new species of Herpsilochmus antwren from west of the Rio Madeira in Amazonian Brazil, pp. 272-276
  - Whitney, B. M., M. Cohn-Haft, G. A. Bravo, F. Schunck & L. F. Silveira. 2013. A new species of Herpsilochmus antwren from the Aripuanã-Machado interfluvium in central Amazonian Brazil, pp. 277-281
  - Whitney, B. M., M. L. Isler, G. A. Bravo, N. Aristizábal, F. Schunck, L. F. Silveira, V. d. Q. Piacentini, M. Cohn-Haft & M. A. Rêgo. 2013. A new species of antbird in the Hypocnemis cantator complex from the Aripuanã-Machado interfluvium in central Amazonian Brazil, pp. 282-285
  - Rodrigues, E. B., A. Aleixo, A. Whittaker & L. N. Naka. 2013. Molecular systematics and taxonomic revision of the Lineated Woodcreeper complex (Lepidocolaptes albolineatus: Dendrocolaptidae), with description of a new species from southwestern Amazonia, pp. 248-252
  - Miranda, L., A. Aleixo, B. M. Whitney, L. F. Silveira, E. Guilherme, M. P. D. Santos & M. P. C. Schneider. 2013. Molecular systematics and taxonomic revision of the Ihering's Antwren complex (Myrmotherula iheringi: Thamnophilidae), with description of a new species from southwestern Amazonia, pp. 268-271
  - Whitney, B. M., V. d. Q. Piacentini, F. Schunck, A. Aleixo, B. R. S. de Sousa, L. F. Silveira & M.A. Rêgo. 2013. A name for Striolated Puffbird west of the Rio Madeira with revision of the Nystalus striolatus (Aves: Bucconidae) complex, pp. 240-244
  - Whittaker, A., A. Aleixo, B. M. Whitney, B. T. Smith & J. Klicka. 2013. A distinctive new species of gnatcatcher in the Polioptila guianensis complex (Aves: Polioptilidae) from western Amazonian Brazil, pp. 301-305
  - Whitney, B. M., F. Schunck, M. A. Rêgo & L. F. Silveira. 2013. A new species of flycatcher in the Tolmomyias assimilis radiation from the lower Sucunduri-Tapajós interfluvium in central Amazonian Brazil heralds a new chapter in Amazonian biogeography, pp. 297-300
  - Whitney, B. M., F. Schunck, M. A. Rêgo & L. F. Silveira. 2013. A new species of Zimmerius tyrannulet from the upper Madeira-Tapajós interfluvium in central Amazonian Brazil: Birds don't always occur where they "should", pp. 286-291

## Rok 2014
- mrówkodławik szuwarowy Formicivora paludicola Buzzetti, Belmonte-Lopes, Reinert, Silveira & Bornschein, 2014 ["2013"] (chronkowate Thamnophilidae)
- Dicaeum kuehni Kelly, Kelly, Cooper, Bahrun, Analuddin & Marples, 2014 (kwiatówki Dicaeidae)
- Cichlocolaptes mazarbarnetti Mazar Barnett & Buzzetti, 2014 (garncarzowate Furnariidae)

Literatura:
- D. R. C. Buzzetti, R. Belmonte-Lopes, B. L. Reinert, L. F. Silveira i inni. A new species of Formicivora Swainson, 1824 (Thamnophilidae) from the state of São Paulo, Brazil. „Revista Brasileira de Ornitologia”. 21, s. 269-291, 2013.
- Seán B. A. Kelly, David J. Kelly, Natalie Cooper, Andi Bahrun, Kangkuso Analuddin, Nicola M. Marples. Molecular and Phenotypic Data Support the Recognition of the Wakatobi Flowerpecker (Dicaeum kuehni) from the Unique and Understudied Sulawesi Region. „PLOS ONE”. 9 (6), 2014. DOI: 10.1371/journal.pone.0098694.
- Juan Mazar Barnett & Dante Renato Corrêa Buzzetti. A new species of Cichlocolaptes Reichenbach 1853 (Furnariidae), the ‘gritador-do-nordeste’, an undescribed trace of the fading bird life of northeastern Brazil. „Revista Brasileira de Ornitologia”. 22 (2), czerwiec 2014.brak numeru strony